# Berce
Berce je priimek v Sloveniji, ki ga je po podatkih Statističnega urada Republike Slovenije na dan 20. januarja 2021 uporabljalo 365 oseb in je med vsemi priimki po pogostosti uporabe uvrščen na 993. mesto.

## Znani nosilci priimka
- Anton Berce (1860—1922), duhovnik, publicist in prevajalec
- Barbara Berce, igralka?
- Bogdan Berce (*1944), župnik v Ilirski Bistrici in v Dekanih pri Kopru
- Boris Berce (1925—1997), geolog
- Branka Berce Bratko (*1951), etnologinja, urbanistka
- Dušan Berce (1908—1975), inženir
- Dušan Berce (1921—1963), psihiater
- Ervin Berce, glasbeni organizator: Piran
- Frančišek Berce, rezbar, kipar v lesu
- Gorazd Berce (1910—1974), gradbeni inženir
- Helena Berce Golob (*1939), likovna didaktičarka/metodičarka
- Ivan Berce (1915—1979), šolnik, vzgojitelj, planinski delavec
- Jaro(slav) Berce (*1954), družboslovni informatik, metodolog (izr. prof.)
- Josip Berce (1883—1914), srednješolski profesor - romanist, kritik, gledališčnik, Sokol
- Jože Berce (1926—2017), generalmajor JLA
- Jožica Oblak Berce (1918—2006), zdravnica internistka, medicinska publicistka
- Jožko Berce (1932—2021), župnik
- Leopold Berce (1912—1942), študentski organizator
- Lojze Berce (1898—1995), časnikar (novinar, urednik)
- Maja Berce Podrekar, pevka narodnozabavne glasbe
- Mario Berce, prvi deželni predsednik Zveze komunistične mladine v Trstu (1923 so ga umorili fašisti)
- Marija Mojca Berce, izdelovalka narodnih noš: Selca (umetna obrt)
- Matilda Jernejčič (r. Berce) (1933—2017), kemičarka
- Matjaž Berce, vinar
- Nada Berce, psihologinja in psihoterapevtka v Trstu
- Nataša Berce, režiserka
- Nuša Berce, kustosinja/dir. gradu Snežnik
- Mitja Berce, likovni umetnik, kmet
- Nataša Berce (*1964), baletna plesalka, pedagoginja, dramaturginja
- Oton Berce (1924—1977), šolnik, organizator skavstva v zamejstvu (Italiji)
- Rafael Berce (1905—1945), učitelj, jadralni letalski modelar in konstruktor
- Rudolf Berce (1910—1990?), tehnik-elektro, radio...
- Silva Berce  (r. Vogelnik) (1905—1989), profesorica jezikov
- Sonja Berce (*1939), jezikovna pedagoginja, lektorica, prevajalka, avtorica priročnikov
- Stanka Berce, vinagradnica
- Tomaž Berce, fotograf
- Tosja Flaker Berce (*1987), filmski režiser, montažer, scenarist, pesnik
- Viktor Berce (1909—2005), duhovnik in zborovodja
- Vinko Berce, učitelj
- Vladimir Berce (1907—1974), šolnik in politični delavec
- Vojko Berce, zdravnik pediater